# Acido crepeninico
L'acido crepeninico è un acido grasso acetilenico con 18 atomi di carbonio e 1 triplo legame, in posizione 12≡13 e un doppio legame in posizione 9=10. Ha formula di struttura CH3-(CH2)5-C≡C-CH2-C-C=C-(CH2)7 -COOH.
Fu isolato per la prima volta nel 1964 da KL Mikolajczak e collaboratori nell'olio di semi della pianta erbacea Crepis foetida, che ne conterrebbe il 36-60%. Successivamente fu isolato in altre compositae del genere Crepis, da cui prende il nome:Crepia alpestris (≈74%); Crepis thomsonii (≈65%); Crepis rubra (55-65%); Crepis grezzo(≈59%); Crespelle Bungei (≈46,5%) e di altri generi: Picris comosa (49-75%), Helichrysum bracteatum e Chrysanthemum viscidum(9-15%). L'acido crepeninico è presente negli oli di semi di altre piante superiori come di varie specie di Apzelia (10-30%).
L'acido crepeninico è stato anche rilevato nei muschi insieme agli isomeri 18:2Δ9a,12c e 18:2Δ6a,9c, mentre neiBasidomycetes (funghi) sono stati trovati acidi grassi correlati con un massimo di tre gruppi ossidrilici.
Avrebbe effetti tossici come è stato osservato nelle pecore australiane che mangiano queste erbe.

## Biosintesi
Nelle piante l'acido linoleico viene convertito dall'enzima acetilenasi Δ12, che estrae due idrogeni dalla posizione 12=13, nell'acido crepeninico. Questo è a sua volte il precursore di un numero considerevole di metaboliti acetilenici con diverse funzioni biologiche nelle piante. Un ulteriore doppio legame viene inserito nella posizione 14 da una Δ14 desaturasi per produrre un sistema di acetilenico coniugato, seguito dall'azione di una Δ14 acetilenasi per formare acido 9cis-ottadecen-12,14-di-inoico. Quest'ultimo può essere ulteriormente desaturato o può entrare nelle complesse vie metaboliche secondarie che portano a composti poliacetilenici.